# Gramophonedzie
Марко Милићевић, познатији као Gramophonedzie (чита се Грамофонџије; рођ. Београд, 1979) српски је диск џокеј, широј јавности најпознатији након сингла Why Don't You из 2010. године који је био на дванаестом месту музичке листе синлова у Уједињеном Краљевству и нашао се на листи Now 75.

## Каријера
Милићевић је каријеру започео 2000. године као учесник Ирске музичке академије Ред Бул. Познат је по продукцији тематских песама за српску верзију међународног ријалити шоуа Велики брат. Наступао је са многим познатим музичарима као што су Том Нови, Бејсмент Џекс, Џуниор Џек и Боб Синклер.
Његов дебитански сингл под називом Why Don't You објављен је у Уједињеном Краљевству 1. марта 2010. године и био је на дванаестом месту музичке листе синлова у Уједињеном Краљевству 7. марта 2010. године. Сингл је такође био седми на листи у Белгији, деветнаести у Холандији и шездесет и први на листи синглова у Швајцарској. У децембру 2010. године објавио је сингл Out of My Head, а у јуну 2012. године No Sugar у сарадњи са Шеом Соул и Дејвом Лијем. Наредни сингл, под називом Number One објавио је у новембру 2012. године, а Not My Groove 2013. године.
Милићевић је 2010. године добио МТВ награду за најбољег регионалног извођача 2010. године.
| Година | Награда                 | Категорија | Рад              | Исход     | Реф.  |
| ------ | ----------------------- | ---------- | ---------------- | --------- | ----- |
| 2022.  | Песма за Евровизију ’22 |            | Почињем да лудим | 15. место | [ 3 ] |

## Дискографија

### Синглови
| 2010.                                                                              | Why Don't You                                | 100 | 7 | 19 | 61 | 12 | 1 | Није ни на једном албуму |
| 2010.                                                                              | Out of My Head                               | —   | — | —  | —  | —  | — | Није ни на једном албуму |
| 2012.                                                                              | No Sugar (Грамофонеџије, Шеа Соул и Дејв Ли) | —   | — | —  | —  | —  | — | Није ни на једном албуму |
| 2012.                                                                              | Number One                                   | —   | — | —  | —  | —  | — | Није ни на једном албуму |
| 2013.                                                                              | Not My Groove                                | —   | — | —  | —  | —  | — | Није ни на једном албуму |
| 2022.                                                                              | Почињем да лудим (са Maat Bandy)             | —   | — | —  | —  | —  | — | Није ни на једном албуму |
| „—” означава албуме који нису били на листама или нису били објављени у тој држави |                                              |     |   |    |    |    |   |                          |

### Ремикси
| Година | Извођач       | Песма                                     |
| ------ | ------------- | ----------------------------------------- |
| 2007   |               | The First Time (Грамофонеџије ремикс)     |
| 2008   | и Џахмарк     | Don't You Want Me (Грамофонеџије ремикс)  |
| 2009   | Nick Maurer   | Wash My Hands (Грамофонеџије ремикс)      |
| 2009   | Бед копи      | Идемо одма (Грамофонеџије ремикс)         |
| 2009   | Memphis       | Le Petit (Грамофонеџије ремикс)           |
| 2010   | Професор Грин | I Need You Tonight (Грамофонеџије ремикс) |
| 2013   |               | Kowloon Kickback (Грамофонеџије микс)     |